# Richard d'Étampes
Richard de Montfort dit Richard de Bretagne ou Richard d'Étampes, né en 1395 et mort le 2 juin 1438 à Clisson, est le fils de Jean IV, duc de Bretagne, et de sa troisième épouse Jeanne de Navarre.

## Biographie
Il est titré comte d'Étampes, de Benon et de Mantes, seigneur de Clisson, de Palluau, des Essarts et de Houdan.
Il combat les Anglais en Guyenne (1419) et fait une campagne contre Jean II, duc d'Alençon (1432).
La seigneurie de Clisson est confisquée comme l'apanage des Penthièvre. Elle est donnée à Richard puis transmise à sa mort à sa veuve. À la mort de cette dernière, la seigneurie revient à son fils et nouveau duc de Bretagne : François II.

## Union et descendance
Au château de Blois, il épouse en 1423 Marguerite d'Orléans (1406-1460), comtesse de Vertus, fille de Louis, duc d'Orléans, et de Valentine Visconti. De cette union naissent :
- Marie (1424-1477), religieuse puis 25e abbesse de Fontevraud,
- Isabeau (1426-1438),
- Catherine (1428 - après 1476), mariée en 1438 à Guillaume VII de Chalon († 1475), prince d'Orange,
- François II (1435-1488), duc de Bretagne, père d'Anne de Bretagne
- un fils (1436-1436),
- Marguerite (1437 - avant 1466), nonne,
- Madeleine († 1461) nonne.

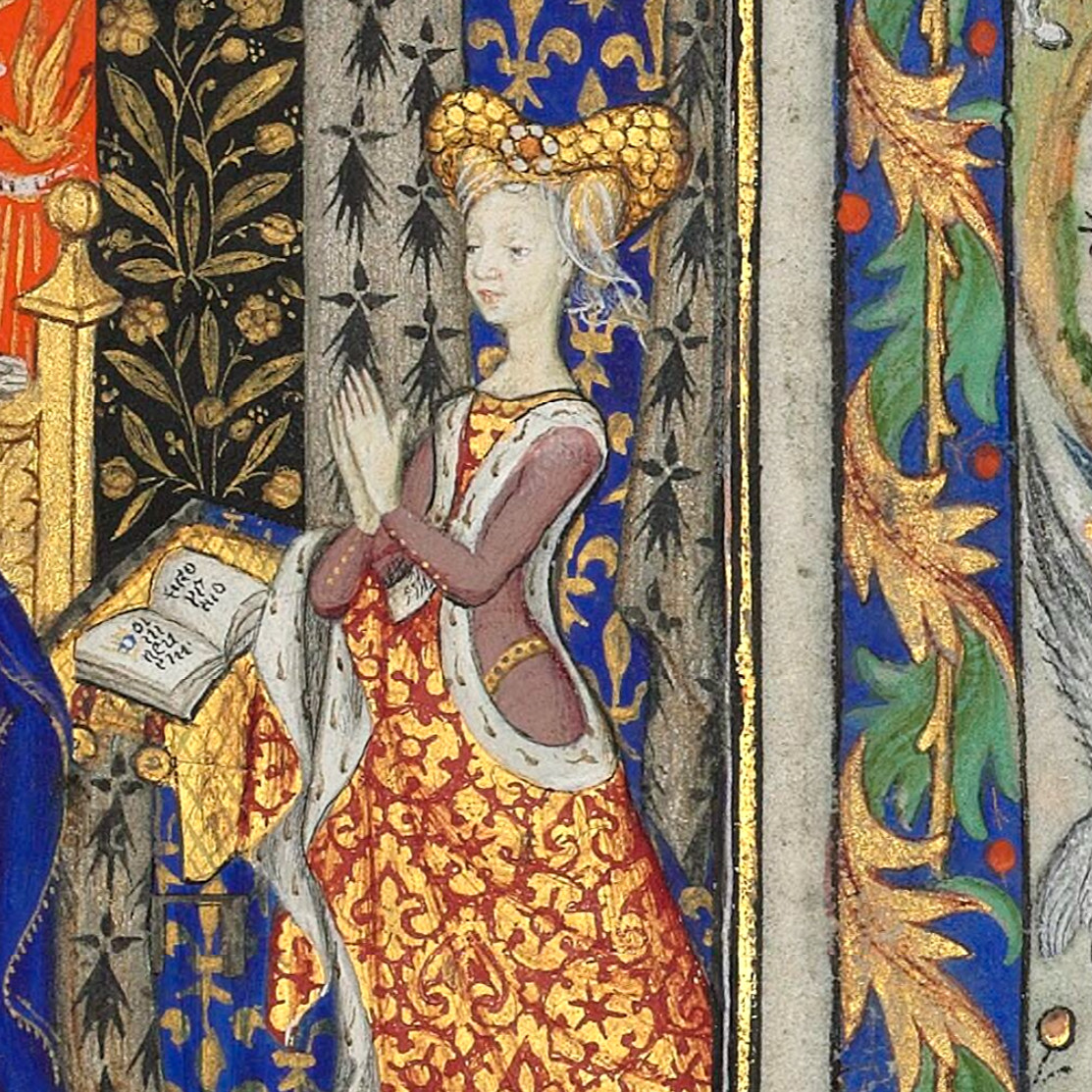
Marguerite d'Orléans (1406-1466), épouse de Richard d'Étampes.
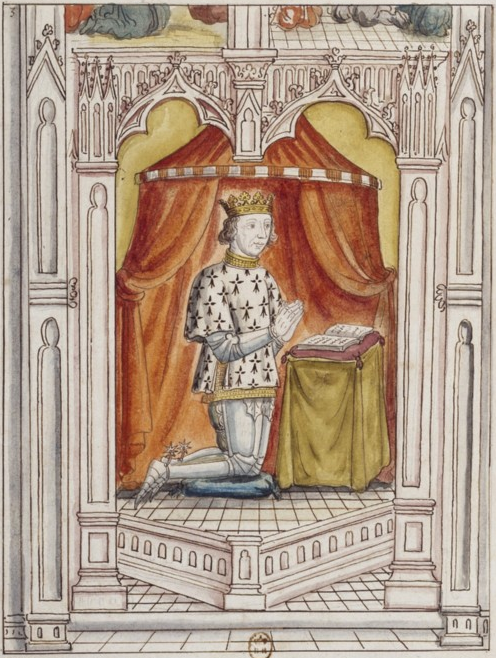
François II de Bretagne (1435-1488), fils de Richard d'Étampes.